# Sergei Nilus
Serguéi Aleksándrovich Nilus (en ruso: Сергей Александрович Нилус; 1862-1929) fue un escritor religioso ruso, autoproclamado místico y agente de la policía secreta de la Rusia Imperial, la Ojrana. Fue responsable de la primera publicación completa de Los Protocolos de los Sabios de Sion, en Rusia en 1905.

## Biografía
Nilus ganó fama propagando que los protocolos eran las minutas de una reunión de líderes judíos en el primer congreso sionista de Basilea, Suiza, en 1897, en el que los judíos habrían tramado conquistar el mundo. Sin embargo él muy bien puede haber sido uno de los autores.
Hijo de inmigrantes suizos, Nilus fue un terrateniente en la Gubérniya de Oriol. Estudió derecho y se graduó en la Universidad de Moscú. Fue magistrado en Transcaucasia. Más tardé se mudó a Biarritz, viviendo allí con su amante, Natalya Komaróvskaya, hasta que quedó en bancarrota. Después de esto se convirtió al cristianismo ortodoxo y volvió a Rusia donde, en 1901 o 1902, publicó el libro Lo grande en lo pequeño: La venida del anticristo y el dominio de Satanás en la Tierra. El texto de los protocolos apareció como un apéndice a la tercera edición de este libro, publicada en 1905. Tanta fue la impresión que le causó a la duquesa Elizaveta Fiódorovna que ésta lo presentó en la corte del Zar Nicolás II.
Una investigación secreta ordenada por el flamante jefe del Concejo de Ministros, Pyotr Stolypin, pronto determinó que los protocolos fueron escritos por operativos de la Ojrana en París. Los detalles no se hicieron públicos para evitar comprometer al jefe de la policía secreta, Pyotr Rachkovsky, y a sus agentes; aunque esto jamás se ha podido aseverar con seguridad. Sin embargo, cuando Nicolás II se enteró de estos resultados reclamó: "Los protocolos deben ser confiscados, una buena causa no puede ser defendida con medios sucios". A pesar de la orden, o debido a la "buena causa", las reimpresiones del panfleto proliferaron.
Nilus hizo circular muchas ediciones diferentes de los protocolos en Rusia como parte de su campaña antisemita. Aunque las primeras impresiones fueron realizadas en Rusia, los protocolos rápidamente fueron esparcidos por el resto de Europa por los expatriados rusos después de la Revolución de Octubre de 1917. Algunos de ellos sostenían que los protocolos eran la prueba de que los judíos estaban detrás de la Revolución de Octubre. Otro expatriado ruso, Borís Brasol, los trajo a los Estados Unidos cerca de 1928, en donde se convirtieron en el núcleo de la campaña antisemita emprendida por Henry Ford. Para el momento en que murió Nilus, muchos países de Europa contaban con millones de copias de los protocolos. Bajo el nuevo gobierno soviético Nilus fue arrestado y pasó breves temporadas en prisión en 1924 , 1925 y 1927 . Murió el 14 de enero de 1929 de una insuficiencia cardiaca . Era pariente del pintor y escritor impresionista Piotr Nilus. En la URSS la posesión de libros de Serguei Nilus estaba penada con hasta 10 años de cárcel.